# Renegades (пісня One Ok Rock)
«Renegades» — пісня японського рок-гурту One Ok Rock. Пісню спродюсував Джаміль Казмі, написали Такахіро Моріучі, Ед Ширан та Масато Хаякава з гурту Coldrain, і вона була випущена 16 квітня 2021 року як головний сингл з десятого студійного альбому гурту Luxury Disease.
Пісня слугує головною темою для фільму «Руроні Кеншін: Фінал», заснованого на серії манґи Rurouni Kenshin.
Акустична версія «Renegades» була випущена на цифрових та стрімінгових платформах пізніше, 30 липня 2021 року.

## Передісторія
За тиждень до виходу пісні, 9 квітня 2021 року, гурт опублікував 30-секундний тизер музичного відео на YouTube, щоб підняти ажіотаж навколо релізу синглу, який було заплановано на 16 квітня 2021 року.

## Композиція
Критики описали «Renegades» як пісню в стиліальтернативного року та поп-року. Трек має темп 154 удари за хвилину та виконаний у тональності фа мінор. Він триває чотири хвилини та 5 секунд. Пісню написали Такахіро Моріучі, Ед Ширан, Масато Хаякава, Девід Прамік, Адам Гокінс та Джін Джін.

Згідно з NME, «Renegades» – це термінове повідомлення, яке ставить під сумнів поточний стан справ у світі, і саме так пісня слугує гімном для бунтарів, які не дозволяють ігнорувати їхню боротьбу та прагнення. В інтерв'ю J Rock News Моріучі розповів, як пісня пов'язана з тим, що стала головною темою японського блокбастера Rurouni Kenshin: The Final. Він сказав, що «Renegades» більше стосується головного героя, ніж загального сюжету фільму.
«Легкість, любов і надія, що сяють зсередини. Я думаю, що ці аспекти справді пов’язані з нашим гуртом».
В іншому інтерв'ю, яке було завантажено на офіційний канал One Ok Rock на YouTube, Така також пояснив, що «Renegades» довелося повернутися до більш рок-звучання, щоб правильно передати послання пісні, в якій багато гніву.
«Я думаю, нам потрібно повернутися до наших початкових намірів. На мою думку, гнів можна по-справжньому виразити лише в рок-музиці. Тож це наш обов'язок як рок-музикантів — грати рок».

## Музичне відео
Музичний кліп на пісню «Renegades» вийшов разом із синглом 16 квітня 2021 року, його режисером був Тоші Ацунорі. Офіційне відео було опубліковано на YouTube-каналі Fueled by Ramen, а японська версія відео водночас з'явилася на офіційному каналі гурту.
Відео починається з людей у відчаї, які починають боротися за своє життя. Зрештою вони об'єднуються, щоб стати повстанцями, як описується в пісні. Спочатку гурт виконує пісню в зовсім іншій обстановці, але коли формується натовп, скеля відкривається і бунтарі йдуть до гурту, а потім повертаються назад тим самим шляхом, а гурт слідує за ними. Тоді учасники гурту раптово переносяться у гірський регіон, де позаду утворюється штучне сонце, і вони виконують решту пісні, звертаючись до повстанців, які йдуть до них. Наприкінці люди вдивляються в сонце та спостерігають, як гурт виконує фінальний приспів.
Дві основні відмінності в японській версії музичного відео полягають у тому, що є японські субтитри, та в другому передприспіві текст «For all the lies and the burden that they put on us / All of the times that they told us to just because» (укр. За всю брехню та тягар, який вони на нас поклали / За всі ті часи, коли вони нам казали просто так) було замінено на «Surikomare nuri kasanerareta / Uso wa bokura wo nomikonda» (укр. Нав’язана та нашарована / Брехня поглинула нас).
Японський кліп на пісню перевищив 2 мільйони переглядів протягом перших 24 годин після публікації. До кінця першого тижня обидва відео (японське та міжнародне) набрали загалом 7,5 мільйона переглядів.
Станом на травень 2025 року музичні відео на пісню «Renegades» мають понад 64 мільйони переглядів на YouTube разом.

## Список треків
| CD single | CD single                      | CD single  |
| #         | Назва                          | Тривалість |
| --------- | ------------------------------ | ---------- |
| 1.        | «Renegades»                    | 4:04       |
| 2.        | «Renegades - Japanese Version» | 4:04       |

## Персонал
Титри адаптовані з приміток до альбому Luxury Disease.
One Ok Rock
- Такахіро “Така” Моріучі – вокал, тексти пісень
- Тору Ямашіта – гітара
- Рьота Кохама — бас-гітара
- Томоя Канкі – ударні

Додатковий персонал
- Ед Ширан – текст пісні
- Джані “Джін Джін” Беннетт — текст, бек-вокал
- Масато Хаякава – текст пісні
- Девід Прамік – лірика, продюсер
- Роб Кавалло — продюсер
- Даґ Маккін – звукорежисер
- Тед Дженсен – мастеринг
- Марк "Спайк" Стент – зведення
- Метт Волах — асистент зведення
- Піт Наппі – додаткові програми
- Ендрю Веллс – додаткові програми
- Джеймі Мухоберак – клавішні
- Девід Кемпбелл – оркестрове аранжування
- Саша Сирота – монтаж озвучення, вокальне виробництво

## Чарти

### Тижневі чарти
| Чарти (2021)                                  | Пікові позиції |
| --------------------------------------------- | -------------- |
| Global 200 (Billboard)                        | 47             |
| Japan Combined Singles (Oricon)               | 5              |
| Japan Digital Singles (Oricon)                | 1              |
| Japan Billboard Hot 100                       | 4              |
| US Alternative Digital Song Sales (Billboard) | 25             |

### Річні чарти
| Чарт (2021)           | Позиція |
| --------------------- | ------- |
| Japan (Japan Hot 100) | 85      |

## Сертифікації
| Регіон                                                   | Сертифікація | Продажі     |
| -------------------------------------------------------- | ------------ | ----------- |
| Японія (RIAJ)                                            | Платиновий   | 100 000 000 |
| лише прослуховування, що базуються лише на сертифікаціях |              |             |

## Зовнішні посилання
- Офіційне музичне відео (японська версія) на YouTube